# سسیل واسور
سِـسیل واسور (فرانسوی: Cécile Vassort‎؛ زادهٔ ۲ ژوئن ۱۹۴۱) بازیگر اهل فرانسه است.
از فیلم‌هایی که وی در آنها نقش داشته‌است می‌توان به بنجامین، یک تابستان مرگبار، دو مرد در شهر و مادام کاملیا اشاره کرد.